# Malte Gallée
Malte Gallée, né le 5 septembre 1993 à Gémunde-en-Souabe, est un homme politique allemand, membre de l'Alliance 90/Les Verts (Grünen).
Il est député européen à partir de décembre 2021 à la suite de la démission de Sven Giegold. Mais il démissionne le 10 mars 2024 de son siège au Parlement européen après qu'il a été révélé que le personnel avait formulé plusieurs allégations d'agression sexuelle et de harcèlement moral à son encontre depuis 2022.

## Biographie
Il a fait ses études de philosophie et d'économie à l'université de Bayreuth,. En tant que bénévole, il a travaillé pendant 12 mois sur des projets d'énergie renouvelable en Tanzanie. Activiste écologiste et son groupe de jeunes, Grüne Jugend . Il était candidat de son parti aux élections européennes de 2019. Il a pris ses fonctions en décembre 2021, en remplacement de Sven Giegold.